# Sulpirida
La sulpirida es un antipsicótico antiguo que todavía se usa con frecuencia en muchos países en desarrollo. Algunos autores lo consideran un antipsicótico típico, mientras que otros lo colocan en la categoría de los atípicos.

## Descripción
La sulpirida es un polvo cristalino blanco o casi blanco. Prácticamente insoluble en agua; ligeramente soluble en alcohol y en diclorometano; escasamente soluble en alcohol metílico. Se disuelve en soluciones diluidas de ácidos minerales y en hidróxidos alcalinos. La sulpirida pertenece a la clase química de benzamidas.
La acción de la sulpirida se basa en el antagonismo de los receptores de dopamina D2 y D3 postsinápticos, aunque dependiendo de la dosis, puede ser agonista parcial del receptor D2. El agonismo en el receptor gamma-hidroxibutirato puede contribuir a sus propiedades antipsicóticas. La Sulpirida tiene menos efectos secundarios extrapiramidales, pero también reduce la potencia antipsicótica, en comparación con muchos otros antipsicóticos típicos. Así mismo se ha notado que eleva los niveles de prolactina.
La sulpirida es estructuralmente similar a la amisulprida, y se utiliza para tratar la esquizofrenia, así como los síntomas depresivos.
A dosis más bajas que las utilizadas para el tratamiento antipsicótico, su acción más destacada es el antagonismo del autorreceptor de dopamina presináptico, que da lugar a efectos antidepresivos y estimulantes. Por lo tanto, los usos clínicos secundarios son el tratamiento de la depresión y el vértigo. La sulpirida actualmente no está aprobada en los Estados Unidos y Canadá, pero se emplea en Japón. 
Se llevó a cabo un ensayo clínico que ha examinado los efectos ansiolíticos de sulpirida en pacientes con Enfermedad de Pánico Refractaria (EPR). El ensayo demostró un efecto positivo por parte de la sulpirida sobre los síntomas de pacientes con EPR, con una mejora constante después de 8 semanas de tratamiento.

## Uso en embarazo y lactancia
Embarazo
No se recomienda el uso de este fármaco durante el embarazo (Categoría C).
Lactancia
La sulpirida estimula la secreción de prolactina y, por tanto, puede aumentar la cantidad de leche, sobre todo en mujeres durante el puerperio. Por esta razón se ha empleado como galactogogo en algunos países. Su vida media es de aproximadamente 8 horas. En dos estudios, las madres recibieron 100 mg diarios. Concentraciones de, en promedio, 0,97 mg/l y 0,83 mg/l, con máximos de 1,97 y 1.46 mg/l respectivamente, se midieron en la leche materna. Según esto, un bebé tomaría un promedio de 0,135 mg/kg diariamente. Esto es 8,7% (como máximo 17,7%) de la dosis relacionada con el peso materno. Dado que no se han publicado reportes sobre los bebés, no es aconsejable emplearlo durante la lactancia y se debe recurrir a otros fármacos más seguros.